# توجه دیداری فضایی
توجه دیداری فضایی (به انگلیسی: spatial somatosensory attention) نوعی از توجه دیداری است که شامل جلب توجه به مکانی در یک فضا است. این مدل‌های توجه به‌طور هم‌زمان با همتای موقتی خود در جهت توجه دیداری موقتی، به‌طور گسترده‌ای در تجزیه و تحلیل‌های ویدئویی در دید کامپیوتری برای ارائه عملکرد بهتر و توضیحی قابل تفسیر مدل‌های یادگیری عمیق به کار گرفته شده‌است.
توجه فضایی این امکان را به انسان می‌دهد که اطلاعات تصویری را به صورت انتخابی از طریق اولویت بندی ناحیه‌ای در زمینهٔ دیداری پردازش کند. منطقه ای از فضا در حوزه بصری برای توجه انتخاب شده و سپس اطلاعات درون این ناحیه بیشتر پردازش می‌شود. تحقیقات نشان می‌دهد که زمانی که توجه فضایی ایجاد می‌شود، ناظر معمولاً در تشخیص هدفی که در یک موقعیت مورد انتظار، در مقایسه با یک موقعیت دور از انتظار، ظاهر می‌شود، سریع‌تر و دقیق‌تر است.
توجه فضایی از دیگر اشکال توجه دیداری مانند توجه متمرکز برجسم و توجه متمرکز بر ویژگی، متمایز است. این اشکال دیگر توجه دیداری، یک شکل کامل یا یک ویژگی خاصی از یک شئ را، بدون توجه به موقعیت مکانی آن، انتخاب می‌کنند؛ در حالی‌که توجه فضایی، منطقهٔ خاصی از یک فضا را انتخاب می‌کند و اشیا و ویژگی‌های درون آن محدوده پردازش می‌شوند.

## معیارهای توجه دیداری فضایی

### آزمایش‌ها نشانه دهی فضایی
مهم‌ترین خصوصیت توجه دیداری این است که توجه می‌تواند بر اساس موقعیت فضایی و آزمایش‌ها نشانه دهی فضایی که برای ارزیابی این نوع انتخاب استفاده شده‌اند، انتخاب شود. در پارادایم نشانه دهی پاسنر آزمایش در پی این بود که بتواند هدفی را که می‌توان در یکی از دو موقعیت مکانی نمایش داد، شناسایی کند و به سرعت به آن پاسخ دهد. در آغاز هر آزمایش، نشانه‌ای نمایش داده می‌شود که موقعیت مکانی هدف (نشانهٔ معتبر) را نشان می‌دهد یا موقعیت مکانی نادرست را نشان داده و بنابراین ناظر را گمراه می‌کند (نشانهٔ نامعتبر). به علاوه، در برخی آزمایش‌ها، اطلاعاتی دربارهٔ موقعیت مکانی هدف داده نمی‌شود، یعنی هیچ نشانه‌ای ارائه نمی‌شود (نشانهٔ خنثی). از دو نشانهٔ متفاوت استفاده می‌شد؛ نشانه یا یک جنبش خارجی در اطراف موقعیت مکانی هدف (نشانهٔ محیطی) بود یا به صورت یک نماد، مانند فلشی که به محل هدف (نشانه مرکزی) اشاره دارد، نمایش داده می‌شد.
به علاوه، در برخی آزمایش‌ها، اطلاعاتی دربارهٔ موقعیت مکانی هدف داده نمی‌شود، یعنی هیچ نشانه‌ای ارائه نمی‌شود (نشانهٔ خنثی). از دو نشانهٔ متفاوت استفاده می‌شد؛ نشانه یا یک جنبش خارجی در اطراف موقعیت مکانی هدف (نشانهٔ محیطی) بود یا به صورت یک نماد، مانند فلشی که به محل هدف (نشانه مرکزی) اشاره دارد، نمایش داده می‌شد. اگر موقعیت مکانی هدف از پیش مشخص باشد، مشاهده کنندگان در شناسایی و تشخیص آن سریع تر و دقیق‌تر هستند. علاوه بر این، دادن اطلاعات غلط به اشخاص دربارهٔ موقعیت مکانی هدف منجر به افزایش زمان واکنش و دقت ضعیف‌تر نسبت به عملکرد، زمانی که هیچ اطلاعاتی دربارهٔ موقعیت هدف مشخص نشده‌است، می‌شود.
آزمون‌های نشانه دهی فضایی معمولاً توجه فضایی پنهان را که اشاره دارد به توجهی که می‌تواند فضا را بدون همراهی حرکت چشم تغییر دهد، را ارزیابی می‌کنند، برای بررسی توجه پنهان، لازم است اطمینان حاصل کنیم که چشمان ناظر در طول آزمون تنها به یک مکان خیره بماند. در آزمون‌های نشانه دهی فضایی، از اشخاص خواسته می‌شود که به یک نقطهٔ ثابت متمرکز شوند. به‌طور معمول ۲۰۰ میلی ثانیه طول می‌کشد تا حرکت چشم ساکاتیک به یک مکان انجام شود. بنابراین، مدت زمان ترکیب نشانه و هدف معمولاً در کمتر از ۲۰۰ میلی ثانیه ارائه می‌شود. این موضوع اطمینان می‌دهد که توجه فضایی پنهان اندازه‌گیری می‌شود و اثرات به دلیل حرکات آشکار چشم نیست. برخی تحقیقات، حرکات چشم را به‌طور ویژه‌ای زیر نظر می‌گیرند تا اطمینان حاصل کنند که چشمان مشاهده کنندگان به‌طور مداوم بر نقطهٔ مرکزی ثابت متمرکز است.
نشانه‌های مرکزی و محیطی در آزمایش‌های نشانه دهی فضایی می‌توانند جهت‌گیری توجه فضایی پنهان را ارزیابی کنند. به نظر می‌رسد این دو نشانه از مکانیزم‌های متفاوتی برای جهت‌دهی توجه فضایی استفاده می‌کنند. نشانه‌های محیطی، با استفاده از فرایندهای کنترل توجه از پایین به بالا، به‌طور خودکار توجه را جلب می‌کنند. برعکس، تصور می‌شود که نشانه‌های مرکزی تحت کنترل ارادی باشند و از این رو از فرایندهای از بالا به پایین استفاده کنند. تحقیقات نشان داده‌اند که نشانه‌های محیطی به راحتی قابل چشم پوشی نیستند، چراکه، حتی زمانی که مشاهده گر می‌داند نشانه موقعیت هدف را پیش‌بینی نمی‌کند، توجه به سمت نشانهٔ محیطی سوق داده می‌شود. نشانه‌های محیطی همچنین بسیار سریع‌تر از نشانه‌های مرکزی باعث تخصیص توجه می‌شوند، چرا که نشانه‌های مرکزی نیازمند زمان پردازش بیشتری برای پردازش تفسیر نشانه هستند.

### آزمایش‌ها پروب فضایی
در آزمون‌های نشانه‌دهی فضایی، پروب (نشانه) فضایی باعث تخصیص توجه به یک موقعیت مکانی خاص می‌شود. پروب‌های فضایی همچنین در انواع دیگر آزمون‌ها برای بررسی چگونگی تخصیص توجه فضایی استفاده شده‌اند.
پروب‌های فضایی برای ارزیابی توجه فضایی در بررسی‌های دیداری استفاده شده‌اند. وظایف بررسی‌های دیداری تشخیص یک هدف از میان تعدادی از گزینه‌های نادرست است. توجه به مکان نمونه‌ها در بررسی می‌تواند برای هدایت بررسی دیداری استفاده شود. این موضوع توسط نشانه‌های معتبر با بهبود شناسایی اهداف نسبت به شرایط نا معتبر و خنثی نشان داده شده‌است. یک نمایش بررسی دیداری همچنین می‌تواند بر سرعت پاسخ یک مشاهده‌کننده به یک پروب فضایی تأثیر بگذارد. در یک آزمون بررسی دیداری، یک نقطه کوچک پس از یک نمایش دیداری ظاهر شد و مشخص شد که مشاهده کنندگان در شناسایی نقطه، زمانی که در همان محل هدف واقع شده بود سریع‌تر عمل کردند. این نشان داد که توجه فضایی به محل هدف اختصاص داده شده‌است.
استفاده همزمان از چندین کار در یک آزمایش، می‌تواند کلیت توجه فضایی را نیز نشان دهد، چرا که اختصاص توجه به یک کار می‌تواند بر عملکرد سایر کارها تأثیر بگذارد. به عنوان مثال، متوجه شدیم هنگامی که توجه به یافتن نقطهٔ سوسو زن (پروب فضایی) جلب شد، این امر احتمال شناسایی حروف اطراف را افزایش داد.

## توزیع توجه فضایی
توزیع توجه فضایی موضوع تحقیقات قابل توجهی بوده‌است. متعاقباً، این امر به توسعه استعاره‌ها و مدل‌های متفاوتی که نشان دهندهٔ توزیع توجه فضایی مطرح شده‌است، منجر شده‌است.

### استعاره نورافکن
با توجه به استعاره «نقطه کانونی»، کانون توجه مشابه بایک پرتو نورافکن است. نورافکن سیار به یک موقعیت مکانی هدایت می‌شود و ترجیحاً همه چیز در داخل پرتو مورد توجه و پردازش قرار می‌گیرد، در حالی که به اطلاعات بیرون از پرتو توجهی نمی‌شود. این بدین معناست که تمرکز توجه دیداری به یک اندازهٔ فضایی محدود است و به سمت پردازش دیگر نواحی در زمینهٔ دیداری می‌رود.

### استعاره عدسی زوم
تحقیقات نشان می‌دهد که توجه متمرکز در اندازه‌های متغیر است. اریکسون و سنت جیمز استعاره زوم لنز را پیشنهاد دادند، که جایگزینی برای استعاره نورافکن است و ماهیت متغیر از توجه را در نظر می‌گیرد. این، توزیع توجه به یک لنز بزرگنمایی که می‌تواند تمرکز توجه را محدود یا گسترش دهد را به حسای می‌آورد. این، یافته‌هایی که نشان می‌دهد توجه را می‌توان در هر یک از مناطق وسیعی از زمینه بصری توزیع کرد و همچنین در حالت متمرکز عمل می‌کند، پشتیبانی می‌کند. در حمایت از این قیاس، تحقیقات نشان داده‌است که بین اندازه تمرکز توجه و کارایی پردازش درون مرزهای یک لنز زوم رابطه معکوس وجود دارد.

### مدل گرادیان
مدل گرادیان یک نظریه جایگزین در توزیع توجه فضایی است. این مدل پیشنهاد می‌کند که منابع توجه در یک الگو گرادیان قرار بگیرند، با منابعی که متمرکز در کانون تمرکز و منابع به‌طور مداوم به دور از مرکز کاهش می‌یابد. داونینگ تحقیقاتی را با استفاده از سازگاری پارادایمی که توسط پوسنر انجام می‌شود انجام داد که این مدل را پشتیبانی می‌کند. هدف می‌تواند در ۱۲ مکان بالقوه، نشان داده شده توسط جعبه، ظاهر شود.  نتایج نشان داد که تسهیل توجه بیشترین موقعیت را دارد و به تدریج با فاصله از محل سکونت کاهش می‌یابد. با این حال، تمام تحقیقات از مدل گرادیان پشتیبانی نمی‌کند. به عنوان مثال، هیوز و زیمبا یک آزمایش مشابه انجام دادند، که یک توزیع گسترده آرایه بصری استفاده کردند و از جعبه‌ها برای نشان دادن موقعیت بالقوه هدف استفاده نکردند. شواهدی از اثرات گرادیان وجود ندارد، زیرا پاسخ زمانی سریع تر بود که نشانه‌ها و هدف‌ها در همان همیفیلد و پاسخ‌های کندتر زمانی که آن‌ها در همیفیلدهای مختلف بودند. جعبه‌ها نقش مهمی در توجه به عنوان یک آزمایش یک بعدی داشتند، جعبه‌ها را استفاده کردند و در نتیجه یک الگوی گرادیانت را یافتند. بنابراین، فرض می‌شود اندازه گرادیان می‌تواند مطابق با شرایط تنظیم شود. اگر یک صفحه نمایش خالی وجود داشته باشد، می‌توان یک گرادیان گسترده‌تر به دست آورد، زیرا توجه می‌تواند گسترش یابد و تنها توسط مرزهای همیفیلد محدود می‌شود.

## تقسیم توجه فضایی
در بررسی توجه فضایی دیداری این بحث به میان آمده‌است که آیا امکان تقسیم توجه در حوزه‌های مختلف در زمینهٔ دیداری وجود دارد. گزارش‌های «نورافکن» و «عدسی زوم» بر این فرض هستند که توجه از تمرکز تک محور استفاده می‌کند؛ بنابراین، توجه فضایی تنها می‌تواند به مناطق مجاور در زمینه دیداری اختصاص داده شود و در نتیجه نمی‌تواند تقسیم شود. این فرضیه با آزمایشی پشتیبانی می‌شد که پارادایم نشانه دهی فضایی را با استفاده از دو نشانه، یک نشانهٔ اولیه و یک نشانهٔ ثانویه، تغییر داد. متوجه شدیم که نشانهٔ ثانویه تنها در توجه تمرکزی زمانی که موقعیت مکانی اش مجاور نشانهٔ اولیه بود، مؤثر بود. علاوه بر این، نشان داده شده‌است که مشاهده کنندگان قادر به نادیده گرفتن محرک‌های ارائه شده در مناطق بین دو مکان نشانه دهی شده نیستند. این یافته‌ها مطرح می‌کنند که توجه نمی‌تواند در طول منطقهٔ غیر مجاور تقسیم شود. با این حال، دیگر یافته‌ها نشان داده‌اند که توجه فضایی می‌تواند در دو محل تقسیم شود. به عنوان مثال، مشاهده کنندگان قادر بودند به‌طور همزمان به دو هدف در دو نیم زمینهٔ مختلف توجه کنند. بررسی‌ها نیز مطرح می‌کنند که انسان‌ها قادر هستند توجه را بر دو تا چهار موقعیت مکانی در زمینهٔ دیداری متمرکز کنند. دیدگاه دیگر این است که توجه فضایی تنها تحت شرایط خاصی می‌تواند تقسیم شود. این دیدگاه بیان می‌دارد که تقسیم توجه فضایی متغیر است. بررسی‌ها نشان داده‌است این که آیا توجه فضایی یکپارجه است یا تقسیم شده، بستگی به اهداف آزمایش دارد. بنابراین، اگر تقسیم توجه به سود مشاهده‌کننده باشد، تقسیم تمرکز از توجه انجام می‌شود.
یکی از مشکلات اصلی در تعیین اینکه آیا توجه فضایی را می‌توان تقسیم کرد این است که یک مدل تمرکز یکپارچهٔ توجه می‌تواند تعدادی از یافته‌ها را نیز توضیح دهد. به عنوا ن مثال، وقتی دو موقعیت غیر مجاور مورد توجه قرار می‌گیرند، ممکن است به این معنی نباشد که توجه بین این دو موقعیت تقسیم شده‌است، بلکه ممکن است بدین معنی باشد که تمرکز یکپارچهٔ توجه گسترش یافته‌است. به‌طور متناوب، این دو مکان ممکن است به‌طور همزمان مورد توجه قرار نگیرند و در عوض منطقه تمرکز به سرعت از یک مکان به مکان دیگر در حرکت است. در نتیجه، به نظر می‌رسد بسیار دشوار است که ثابت کنیم توجه فضایی بدون شک می‌تواند تقسیم شود.

## کمبودهای توجه دیداری فضایی

### بی‌توجهی یکسویه
بی‌توجهی یکسویه  ، که به عنوان بی‌توجهی دیداری یکجانبه نیز شناخته می‌شود، غفلت توجه، بی‌توجهی همیفیلد یا بی‌توجهی فضایی، یک اختلال حاوی کمبود چشمگیر در توجه دیداری فضایی است. بی‌توجهی یکسویه، به عدم توانایی بیماران با آسیب مغز یک طرفه برای تشخیص اشیاء در کنار فضای طرف مقابل به ضایعه (contralesional) اشاره دارد؛ یعنی آسیب به نیمکره راست مغز منجر به نادیده گرفتن اشیاء در سمت چپ فضا شده‌است، و با تقارن نیم کره مشخص می‌شود. عملکرد به‌طور کلی در سمت وسط سمت راست به ضایعه (ipsilesional) حفظ می‌شود. بی‌توجهی یکسویه مکرر و مسلماً شدیدتر از آسیب به نیمکره راست مغز افراد راست دست است. پیش‌بینی شده‌است که لوب‌های راستی نسبت به تخصیص توجه فضایی نسبتاً مسئولیت بیشتری دارند، بنابراین آسیب به این نیمکره اغلب اثرات شدیدتری را ایجاد می‌کند. علاوه بر این، ترسیم با کمبود دقت حسی دیداری در نیم زمینهٔ بی‌توجهی دشوار است.
نادیده گرفتن با استفاده از انواع آزمون‌های کاغذ و مدادی تشخیص داده می‌شود. یک روش معمول تست شکل پیچیده (CFT) است. CFT به از بیماران می‌خواهد که یک نقاشی خطی پیچیده را کپی کنند و سپس آن را از حافظه بازتولید کنند. اغلبَ، بیماران از ویژگی‌های موجود در سمت کنتراست فضا و اشیاء غافل می‌شوند. بیماران مبتلا به بی‌توجهی در هنگام تولید تصاویر ذهنی از مکان‌ها و اشیاء آشنا نیز به همین شکل عمل می‌کنند. یک خطای رایج عدم اضافه کردن اعداد در سمت چپ یک تصویر در هنگام رسم یک ساعت آنالوگ از حافظه است، به عنوان مثال، تمام اعداد ممکن است در سمت راست ساعت قرار بگیرند.
یکی دیگر از آزمون‌های کاغذ و مدادی، آزمون تقسیم خط است. در این تمرین بیماران باید یک خط افقی را به نیمه تقسیم کنند. بیماران مبتلا به بی‌توجهی اغلب خط را به سمت راست مرکز واقعی تقسیم می‌کنند و بخش چپ خط را بدون توجه می‌گذارند.
آزمون‌های فسخ نیز برای تعیین میزان کمبود بالقوه استفاده می‌شود. در طی این آزمون، بیماران بایستی تمام اشیاء را از یک صفحه درهم ریخته (از جمله خطوط، اشکال هندسی، حروف و غیره) خارج کنند. بیماران مبتلا به آسیب به‌طور عمده در ناحیه جداری راست، در تشخیص اشیاء در زمینهٔ دیداری فضایی چپ موفق نمی‌شوند و این‌ها اغلب توسط بیمار خط زده نمی‌شوند. علاوه بر این، کسانی که ممکن است به شدت تحت تأثیر قرار گیرند، در تشخیص اشتباهات خود در بررسی بصری دچار شکست می‌شوند.

### اطفاء
اطفاء پدیده ای است که در طول تحریک دو چندان همزمان هر دو میدان دید چپ و راست مشاهده می‌شود. بیماران با اطفاء، محرک‌هایی را در زمینه بصری کنترلی که در ارتباط با یک محرک در زمینه آسیب ارائه می‌شوند را درک نمی‌کنند. با این حال، هنگامی که خود به تنهایی ارائه شود، بیماران می‌توانند محرک‌های کنترلی را به درستی درک کنند؛ بنابراین، بیماران با بی‌توجهی قادر به ارائه محرک‌هایی در زمینه نامعمول نیستند، در حالی که بیماران با اطفاء، تنها زمانی که دو جلسه همزمان در هر دو همفیلد اتفاق می‌افتد، نمی‌توانند محرک‌ها را در حوزه نامعمول ارائه دهند. همانند بی‌توجهی، اطفاء بر زمینهٔ فضایی دیداری کنترلی در اکثر بیماران با آسیب یک جانبه تأثیر می‌گذارد. همبستگی‌های آناتومیکی بی‌توجهی و اطفاء دیداری فضایی کاملاً با هم پوشانی ندارند، زیرا گفته می‌شود اطفاء با ضایعات زیرقشری همراه است.
یک روش معمول در تشخیص سریع اطفاء دیداری فضایی، مدل تقابل انگشت است. این مدل به عنوان ارزیابی بالینی استاندارد مورد استفاده قرار می‌گیرد، این کار نیازمند این است که بیمار نشان دهد (زبانی یا با اشاره) در کدام زمینه بصری دست یا انگشت دکتر در حال حرکت است، در حالی که پزشک حرکات تکانی با انگشت سبابه خود انجام می‌دهد. این امر پزشک را قادر می‌کند که بین کمبودهایی که نماد بی‌توجهی هستند و آن‌هایی که نماد اطفاء هستند، با ارائهٔ یک محرک در زمینهٔ کنترلی یا دو محرک همزمان در هر دو زمینهٔ کنترلی و آسیب دیداری، تمایز قائل شود، این تست سریع می‌تواند بلافاصله در یک مرکز بیمارستان برای تشخیص سریع استفاده شود و به خصوص پس از سکته‌های مغزی و تشنج‌ها مفید باشد.

## نواحی مرتبط با نقص توجه دیداری فضایی

### آسیب جداری خلفی
ناحیه جداری خلفی در رابطه با توجه دیداری فضایی به‌طور قابل توجهی بیشترین مورد مطالعه بوده‌است. بیماران مبتلا به آسیب لوب جداری اغلب توجهی به محرک‌های موجود در نیمکره کنترلی ندارند، همان‌طور که در بیماران مبتلا به بی‌توجهی یکسویه / یک طرفه دیده می‌شود. به این ترتیب، ممکن است افرادی را که به سمت چپشان نشسته‌اند را نادیده بگیرند، ممکن است از خوردن غذایی که در سمت چپشان است خودداری کنند یا حرکات سر یا چشمشان را به چپ مایل کنند. مطالعات توموگرافی کامپیوتری(CT) نشان داده‌است که لوبوئیک جداری فرعی در نیمکره راست، اغلب در بیماران مبتلا به بی‌توجهی شدید، آسیب دیده‌است.
آسیب جداری می‌تواند توانایی نویز تصمیم را کاهش دهد. به نظر می‌رسد نشانه‌های فضایی نا اطمینانی تصمیم دیداری فضایی را کاهش می‌دهند. اختلال در جهت‌گیری فضایی، همان‌طور که در بی‌توجهی یکسویه دیده می‌شود، نشان می‌دهد که بیماران مبتلا به آسیب ناحیه جداری ممکن است دچار مشکل در تصمیم‌گیری در مورد اهداف واقع شده در زمینه کنترلی شوند.
آسیب به ناحیه جداری ممکن است موجب ایجاد پیوندهای وهمی ویژگی‌ها نیز شود. پیوندهای وهمی زمانی اتفاق می‌افتند که افراد گزارشی از ترکیب ویژگی‌هایی را که رخ نداده‌اند، بدهند. برای مثال، هنگامی که یک مربع نارنجی و یک دایره بنفش ارائه می‌شود، شرکت‌کننده ممکن است یک مربع بنفش یا دایره نارنجی گزارش دهد. اگر چه به‌طور معمول نیاز به شرایط خاصی برای یک فرد غیر معیوب برای ایجاد یک ترکیب وهمی وجود دارد، به نظر می‌رسد که برخی از بیماران با آسیب به قشر موضعی ممکن است به چنین اختلالات دیداری فضایی آسیب‌پذیری نشان دهند.  نتایج بیماران جداری نشان می‌دهد که قشر جداری و به تبع آن، توجه فضایی ممکن است در حل این مشکل اتصال ویژگی‌ها استفاده شود.

### آسیب لوب پیشانی
تاکنون آثار ضایعات قشرهای قدامی مقدم بر بی‌توجهی فضایی و سایر نقص‌های دیداری فضایی بوده‌است. به‌طور خاص، آسیب لوب قدامی با نقص در کنترل توجه بیش از حد (تولید حرکات چشم) همراه بوده‌است. به نظر می‌رسد که آسیب‌های نواحی لوب قدامی بالایی که حاوی زمینه‌های قدامی چشم هستند، برخی از انواع حرکات چشم را مختل می‌کنند. گیتون، بوشت، و داگلاس نشان داده‌اند که حرکت چشم هدایت شده از هدف ظاهر شدهٔ ناگهانی بصری ("ضد پرش") در بیماران مبتلا به صدمه نواحی قدامی چشم، که اغلب حرکات رفلکس چشم را به هدف می‌رسانند، به‌طور قابل توجهی مختل شده‌است. هنگامی که بیماران نواحی قدامی چشم دچار ضد پرش می‌شوند، آن‌ها تأخیر در حرکات چشم خود را نسبت به کنترل افزایش داده‌اند. این نشان می‌دهد که لوب‌های قدامی، به ویژه در ناحیه پشتی جانبی حاوی نواحی قدامی چشم، نقش مهمی در جلوگیری از حرکات چشم بازتابی در کنترل توجه عمومی دارند.
علاوه بر این، نواحی قدامی چشم یا نواحی اطراف آن ممکن است به شدت با بی‌توجهی به دنبال ضایعات قدامی پشتی جانبی مرتبط باشد.
ضایعات لوب قدامی به نظر می‌رسد که در توجه دیداری فضایی مربوط به توجه پنهانی (جهت دهی توجه بدون نیاز به حرکت چشم) نقص ایجاد می‌کند. با استفاده از آزمون نشانه دهی فضای پوسنر، الیوستوس و میلنر (۱۹۸۹؛ نگاه کنید به) متوجه شدند که شرکت کنندگان با آسیب لوب قدامی استفادهٔ توجهی نسبتاً کمتری از نشانه‌های معتبر نسبت به شرکت کنندگان گروه کنترل یا شرکت کنندگان با آسیب لوب گیجگاهی نشان دادند. به نظر می‌رسد جهت‌گیری ارادی بیماران لوب قدامی دارای نقص است.
در تحقیقاتی که توسط هویزین و کنارد انجام شد، ناحیه راست جانبی قدامی نیز با بی‌توجهی بصری سمت چپ همراه بود. ناحیهٔ همپوشانی در محل ضایعات در چهار یا پنج بیمار با بی‌توجهی بصری چپ، به ویژه سمت پشتی جانبی چین سینوسی قدامی فرعی مغز و ماده سفید پایینی یافت شد. علاوه بر این، همپوشانی ناحیه آسیب در ناحیه پشتی جانبی بردمن چهل‌وچهار (مقدم به قشر پیش حرکتی) تشخیص داده شد. این نتایج بیشتر نشان دهندهٔ لوب جلویی در هدایت توجه به فضای بصری است.

### آسیب هسته تالاموس (هسته پلولینار)
هسته‌های تالاموس گمانه زده شده‌است که در هدایت توجه به مکان‌های فضای بصری شرکت دارند. به‌طور مشخص، به نظر می‌رسد هسته پالوینار در کنترل زیر قشری توجه فضایی دخیل است و ضایعات در این ناحیه می‌تواند باعث بی‌توجهی شود. شواهد حاکی از آن است که هسته پلومن تالام ممکن است مسئول درگیری در توجه فضایی در یک موقعیت نشانه دهی قبلی باشد. مطالعهٔ رفال و پاسنر نشان داد که بیماران مبتلا به ضایعات حاد پالوینار برای شناسایی یک هدف که در زمینه ضد آسیب دیداری فضایی ظاهر می‌شود، در مقایسه با ظاهرشدن یک هدف درناحیه آسیب در طول یک کار آزمون فضایی، کندتر عمل می‌کنند. این نشان دهندهٔ نقص در توانایی استفاده از توجه برای بهبود عملکرد در تشخیص و پردازش اهداف بصری در منطقه ضد آسیب است.

## استفاده در استتار
استتار بر فریب شناخت مشاهده‌کننده متکی است، مانند شکارچی. بعضی از مکانیزم‌های استتار مانند نشانه‌های حواس‌پرتی عملکردشان با رقابت برای توجه دیداری با محرکی که حضور یک شئ مستتر را آشکار می‌کند، است. چنین نشانه‌هایی باید آشکار باشد و از طرح اصلی دور باشد تا از توجه به آن جلوگیری شود، در مقایسه با نشانه‌های مخرب که در تماس با طرح کلی بهتر عمل می‌کنند.